# Aeropsis
Aeropsis is een geslacht van zee-egels, en het typegeslacht van de familie Aeropsidae.

## Soorten
- Aeropsis fulva (A. Agassiz, 1898)
- Aeropsis rostrata (Wyville Thomson, 1877)